# Lecques
Lecques település Franciaországban, Gard megyében. Lakosainak száma 473 fő (2022. január 1.). Lecques Fontanès, Gailhan, Orthoux-Sérignac-Quilhan, Salinelles és Vic-le-Fesq községekkel határos.

## Népesség
A település népességének változása:
| Lakosok száma | 203  | 182  | 215  | 309  | 472  | 470  | 470  | 462  | 458  | 473  |
|               | 1968 | 1982 | 1990 | 2006 | 2013 | 2015 | 2017 | 2019 | 2020 | 2022 |